# لیسه استقلال
لیسه (مدرسه) استقلال کابل یکی از مدارس پسرانه فرانسوی در شهر کابل افغانستان می‌باشد. برای اولین این مدرسه به نام مکتب امانیه در سال ۱۹۲۲ در زمان شاه امان الله ساخته شد. نام این مدرسه در سال ۱۹۳۲ به لیسه استقلال تبدیل شد.
بعد از سقوط طالبان در افغانستان, این لیسه در عرض سه ماه باز شده و در روز ۲ حمل ۱۳۸۲ دوباره بروی دانش‌اموزان باز شد.

## شاگردان مشهور
- بابرشاه (فرزاد) فرهود
- محمد ظاهر شاه
- احمدشاه
- شاه زاده نادر
- احمد شاه مسعود
- عتیق رحیمی
- اسپوژمی زریاب
- عبدل غفور روان فرهادی
- زمریالی طرزی
- اسماعیل آشنا
- محمد اکرم خان
- محمد امین فرهنگ[۲]
- مهرعلی